# Шевц, Мартин
Мартин Шевц (чеш. Martin Ševc; 23 сентября 1981, Кладно, Чехословакия) — чешский хоккеист, защитник. Четырёхкратный чемпион Швеции, чемпион Чехии 2016 года. В настоящее время является игроком клуба «Млада Болеслав», выступающего в Чешской экстралиге.

## Карьера
Воспитанник хоккейного клуба «Кладно». За свою карьеру успел сменить много клубов, основных успехов добился играя за шведские команды «Ферьестад» и «Шеллефтео», а также за чешский клуб «Били Тигржи Либерец».

## Достижения
Чемпион Швеции 2006, 2009, 2011, 2013
 Чемпион Чехии 2016
 Серебряный призер чемпионата Швеции 2015 и чемпионатов Чехии 2017, 2019
 Финалист Кубка Гагарина 2014

## Статистика
Обновлено на конец сезона 2020/2021
- В чешской Экстралиге провел 583 игры, набрал 238 (70+168) очков
- В чемпионате Швеции — 328 игр, 111 (27+84) очков
- В КХЛ — 111 игр, 39 (10+29) очков
- За сборную Чехии — 40 игр, 6 (0+6) очков
- В Лиге чемпионов — 36 игр, 11 (1+10) очков
- В чемпионате Швейцарии — 5 игр, 5 (3+2) очков
- Всего за карьеру в сборной и клубах — 1103 игры, 410 (111+299) очков